# Kuligi (przystanek kolejowy)
Kuligi – zlikwidowany przystanek osobowy w Kuligach na linii kolejowej Nowe Miasto Lubawskie – Zajączkowo Lubawskie, w powiecie nowomiejskim, w województwie warmińsko-mazurskim.